# Coupe d'Allemagne de football 1935
Navigation
Coupe d'Allemagne 1936
La Coupe d'Allemagne de football 1935 est la première édition de l'histoire de la compétition. Elle débute le 22 septembre 1935 et se termine le 8 décembre 1935. C'est le 1. FC Nuremberg qui devient la première équipe à soulever le trophée.

## Premier tour
Les résultats du premier tour
| Date           | Domicile                            | Extérieur                                     | Score    |
| -------------- | ----------------------------------- | --------------------------------------------- | -------- |
| 01 - 09 - 1935 | VfL Eintracht Bitterfeld            | Hertha BSC Berlin                             | 1 - 2ap  |
| 01 - 09 - 1935 | SV 1899 Merseburg                   | Chemnitzer PSV                                | 2 - 4    |
| 01 - 09 - 1935 | Kieler SV Holstein                  | Spielvereinigung Nordring Stettin             | 7 - 1    |
| 01 - 09 - 1935 | SC Victoria Hamburg                 | Berolina Berlin                               | 1 - 2    |
| 01 - 09 - 1935 | Eimsbütteler TV                     | Hamburg-Eimsbütteler Ballspiel-Club           | 7 - 0    |
| 01 - 09 - 1935 | Eintracht Brunswick                 | Reichsbahn SV Berlin                          | 6 - 3    |
| 01 - 09 - 1935 | Werder Brême                        | Hambourg SV                                   | 4 - 5    |
| 01 - 09 - 1935 | Fuldaer Spiel-Verein Germania 09    | SpVgg Fürth                                   | 1 - 5    |
| 01 - 09 - 1935 | VfR Wormatia 08 Worms               | SG Egelsbach                                  | 3 - 0    |
| 01 - 09 - 1935 | VfR Mannheim                        | FV Homburg, Pfalz                             | 7 - 3    |
| 01 - 09 - 1935 | FV Bretten                          | FC Fribourg                                   | 1 - 3    |
| 01 - 09 - 1935 | Karlsruher FV                       | SportVg Feuerbach                             | 0 - 1    |
| 01 - 09 - 1935 | VfB Stuttgart                       | BC Augsburg 1871                              | 3 - 4 ap |
| 01 - 09 - 1935 | 1. FC Schweinfurt 05                | SV Steinach                                   | 4 - 0    |
| 01 - 09 - 1935 | Ulmer FV                            | Bayern Munich                                 | 5 - 4 ap |
| 01 - 09 - 1935 | Eintracht Bad Kreuznach             | SV Waldhof 07                                 | 1 - 6    |
| 01 - 09 - 1935 | Masovia Lyck                        | Tilsiter Sportclub                            | 7 - 3    |
| 01 - 09 - 1935 | Stettiner SC                        | Minerva Berlin                                | 0 - 1    |
| 01 - 09 - 1935 | SV Vorwärts Gleiwitz                | Breslauer FV                                  | 9 - 1    |
| 01 - 09 - 1935 | SC Vorwärts Breslau                 | BC Hartha                                     | 3 - 1    |
| 01 - 09 - 1935 | Dresdner Sportfreunde               | SV Klettendorf                                | 6 - 1    |
| 01 - 09 - 1935 | SVG Göttingen 07                    | FC Schalke 04                                 | 1 - 5    |
| 01 - 09 - 1935 | Union Recklinghausen                | VfL Benrath                                   | 0 - 5    |
| 01 - 09 - 1935 | Verein für Leibesübungen Gevelsberg | Verein für Rasensport Köln 04 rechtsrheinisch | 2 - 5    |
| 01 - 09 - 1935 | Hamborn 07                          | SpVgg Herten                                  | 1 - 2    |
| 01 - 09 - 1935 | Fortuna Düsseldorf                  | Kölner SC                                     | 5 - 0    |
| 01 - 09 - 1935 | Kölner Club für Rasenspiele 1899    | Hanovre 96                                    | 3 - 4 ap |
| 01 - 09 - 1935 | FC Hanau 93                         | SC Eintracht Windecken                        | 5 - 1    |
| 01 - 09 - 1935 | SV 06 Kassel                        | Phönix Ludwigshafen                           | 2 - 1    |
| 01 - 09 - 1935 | Elsterberger Ballspielclub          | FC Carl Zeiss Jena                            | 4 - 4    |
| 01 - 09 - 1935 | VfB Leipzig                         | 1.FC Nuremberg                                | 1 - 2    |
| 08 - 09 - 1935 | FC Carl Zeiss Jena                  | Elsterberger Ballspielclub                    | 4 - 2    |

## Deuxième tour
Les rencontres ont eu lieu le 22 - 09 - 1935. 
| Club recevant            | Score | Club visiteur        |
| ------------------------ | ----- | -------------------- |
| VfB Königsberg           | 0 -1  | Masovia Lyck         |
| Berolina Berlin          | 3 -2  | SV Vorwärts Gleiwitz |
| SC Vorwärts Breslau      | 2 -4  | Minerva Berlin       |
| Dresdner Sportfreunde    | 1 -0  | Hertha BSC Berlin    |
| Chemnitzer PSV           | 4 -2  | 1. FC Schweinfurt 05 |
| Hambourg SV              | 1 -4  | Fortuna Düsseldorf   |
| Eintracht Brunswick      | 7 -0  | FC Carl Zeiss Iéna   |
| Hanovre 96               | 4 -3  | Kieler SV Holstein   |
| FC Schalke 04            | 8 -0  | SV 06 Kassel         |
| SpVgg Herten             | 1 -4  | FC Hanau 93          |
| VfL Benrath              | 5 -3  | Eimsbütteler TV      |
| FC Viktoria Cologne 1904 | 0 -2  | SpVgg Greuther Fürth |
| SV Waldhof Mannheim      | 5 -1  | VfR Wormatia Worms   |
| Fribourg FC              | 3 -0  | SportVg Feuerbach    |
| BC Augsburg 1871         | 2 -3  | VfR Mannheim         |
| 1. FC Nuremberg          | 8 -0  | Ulmer FV             |

## Huitièmes de finale
Les rencontres ont eu lieu le 27 - 10 - 1935 sauf VfR Mannheim - 1. FC Nuremberg qui a eu lieu le 03 - 11 - 1935.
| Club recevant         | Score | Club visiteur       |
| --------------------- | ----- | ------------------- |
| Hanovre 96            | 2 - 6 | FC Schalke 04       |
| SpVgg Greuther Fürth  | 2 - 3 | Fribourg FC         |
| FC Hanau 93           | 5 - 1 | Berolina Berlin     |
| Fortuna Düsseldorf    | 0 - 3 | SV Waldhof Mannheim |
| Dresdner Sportfreunde | 2 - 1 | Masovia Lyck        |
| Minerva Berlin        | 4 - 2 | Eintracht Brunswick |
| Chemnitzer PSV        | 1 - 3 | 1. FC Nuremberg     |
| VfR Mannheim          | 2 - 3 | VfL Benrath         |

## Quarts de finale
Les rencontres ont eu lieu le 10 - 11 - 1935.
| Club recevant       | Score | Club visiteur         |
| ------------------- | ----- | --------------------- |
| VfL Benrath         | 1 - 4 | FC Schalke 04         |
| Fribourg FC         | 2 - 1 | FC Hanau 93           |
| SV Waldhof Mannheim | 1 - 0 | Dresdner Sportfreunde |
| 1. FC Nuremberg     | 4 - 1 | Minerva Berlin        |

## Demi-finales
Les rencontres ont eu lieu le 24 - 11 - 1935.
| Club recevant       | Score | Club visiteur   |
| ------------------- | ----- | --------------- |
| FC Schalke 04       | 6 - 2 | Fribourg FC     |
| SV Waldhof Mannheim | 0 - 1 | 1. FC Nuremberg |

## Finale
| Entraîneur : |
| Hans Kalb    |

| Entraîneur : |
| Hans Schmidt |

| Entraîneur : |
| Hans Kalb    |

| Entraîneur : |
| Hans Schmidt |